# Косса, Луиджи (медальер)
Луиджи Косса (итал. Luigi Cossa, 7 апреля 1789, Чернуско Асинарио — 8 ноября 1867, Чернуско Асинарио) — итальянский медальер и резчик монетных штемпелей.

## Биография
С 1820 года работал гравёром на Миланском монетном дворе.
Создал ряд высокохудожественных портретных медалей, в том числе: в честь Данте Алигьери (1819), Леонардо да Винчи (1820), австрийских императоров Фердинанда I (1838) и Франца Иосифа I (1857).